# PAK DA
PAK DA (ros. ПАК ДА – Перспективный авиационный комплекс дальней авиации – Perspektywiczny Kompleks Lotniczy Dalekiego Zasięgu) – projekt rosyjskiego bombowca strategicznego, zaprojektowanego w układzie latającego skrzydła, mającego posiadać właściwości stealth.

## Historia
Według oficjalnych informacji, rozpoczęcie prac nad nowym samolotem zlecono w 2009 roku. Uruchomienie produkcji seryjnej nowych samolotów ma umożliwić wycofanie ze służby w latach 30. XXI wieku maszyn typu Tu-22M3 i Tu-95MS. W 2017 roku zbudowano model samolotu w skali 1 : 10 oraz pełnowymiarową makietę kabiny załogi samolotu, w celu akceptacji przyjętych rozwiązań. Za budowę nowej konstrukcji odpowiadają zakłady Tupolewa w Kazaniu. W grudniu 2019 roku poinformowano o akceptacji ostatecznego projektu samolotu i rozpoczęciu przez biuro projektowe Tupolewa opracowywanie dokumentacji wykonawczej. Rozpoczęto również produkcję pierwszych części nowego bombowca. W lutym 2020 roku zapowiedziano rozpoczęcie w tym samym roku prób silników na hamowni, jak również, prawdopodobnie, rozpoczęcie prób jednostek na samolocie Ił-76ŁŁ, pełniącym rolę latającego stanowiska badawczego. 26 maja 2020 roku, agencja TASS poinformowała o rozpoczęciu budowy pierwszego prototypu PAK DA. Plany zakładają ukończenie budowy w 2021 roku a w roku kolejnym, rozpoczęcie testów naziemnych. Projekt przewiduje budowę trzech maszyn prototypowych. Oblot pierwszego z nich zaplanowany jest na 2023 roku. Do końca 2025 roku mają trwać próby fabryczne bombowca, a w ciągu następnych dwóch lat, próby państwowe. W 2028 roku mają pojawić się pierwsze zamówienia za strony sił powietrznych, które pozwolą na uruchomienie produkcji seryjnej. Tupolew zaprojektował bombowiec w układzie latającego skrzydła. Maszyna ma być wyposażona w cztery silniki, będące pochodną jednostki NK-32-02, używanej do napędu Tu-160. Nie oczekuje się od PAK DA uzyskiwania prędkości naddźwiękowej, co uprościło konstrukcje silników dzięki rezygnacji z dopalaczy. Za awionikę odpowiada koncern KRET (Koncern Technologii Radioelektronicznych). Jest on również współodpowiedzialny za awionikę myśliwca Su-57. Sugeruje to, iż przynajmniej niektóre komponenty będą wspólne dla obu maszyn co potencjalnie obniży koszty produkcji. Ukończenie prac nad wyposażeniem elektronicznym samolotu planowane jest na listopad 2021 roku. Równolegle kazańskie zakłady Tupolewa uzyskały zamówienie na nowe maszyny Tu-160M2. Dzięki takiemu zabiegowi, fabryka została dokapitalizowana a personel możliwość nabycia doświadczenia w budowie skomplikowanych samolotów. Było to konieczne ponieważ wcześniejszy brak zamówień ze strony wojska, spowodował spadek kondycji finansowej zakładów jak również obniżenie jakości technicznej infrastruktury zakładowej.